# Бобырь, Сергей Викторович
Серге́й Ви́кторович Бобы́рь (укр. Сергій Вікторович Бобир, 15 октября, 1986, Чернигов) — украинский профессиональный спортсмен, выступающий в разных видах единоборств. Мастер спорта Украины международного класса по спортивному и боевому самбо, а также мастер спорта Украины по дзюдо, многократный победитель национальных чемпионатов и международных турниров. Призер чемпионата Европы, кубков и чемпионатов мира по боевому самбо.

## Биография
Сергей Викторович родился 15 октября 1986 года в городе Чернигов. С 1993 по 2003 год учился в Черниговском лицее № 22. Занятия спортом полюбил с детства, до 7-го класса посещал секции шахмат, плавания и волейбола, но уже в 8-м классе, в возрасте 12-ти лет, Сергей записался на дзюдо, что и стало главным на тот момент смыслом жизни.
- В 2008 году окончил Черниговский национальный педагогический университет имени Т. Г. Шевченко, факультет физического воспитания, по окончании получил степень специалиста по профилю.
- С 2005 года, помимо спортивной карьеры, началась и его тренерская работа в ДЮСШ, по дзюдо и самбо.
- С 2009 года Сергей начал пробовать себя в других контактных дисциплинах: рукопашный бой, грэпплинг, панкратион, вольная борьба, универсальный бой, где, зачастую, одерживал победы.
- В 2013 году Сергей Викторович со своими товарищами отрывает в Чернигове клуб боевых искусств «Явара».
- В 2015 году, проживая полгода в Черкассах, занимался боевым самбо, боксом, дзюдо и ММA, что и подтолкнуло его попробовать себя в боевом разделе самбо.

## Спортивная карьера
Список основных выступлений на соревнованиях:
- 2005 год золото по дзюдо Всеукраинской Универсиады, до 60 кг., г. Донецк;
- 2006 год золото по самбо на IV Всеукраинских летних молодежных играх, до 57 кг. г. Кривой рог,

в этом же году на молодежных чемпионатах Европы (Греция)  и мира (РФ) по самбо занимает 7-мые места;
- 2007, 2008 года выигрывает бронзовые награды по дзюдо на чемпионатах Украины U23, до 60 кг.;
- 2006-2015 года постоянно становиться призером на чемпионатах и кубках Украины по самбо, до 57-62 кг.;
- 2013 год бронза открытого кубка Украины по дзюдо, до 60 кг. г. Сумы [2];
- 2012, 2013 годах занимает 5-е места на кубках мира по дзюдо до 60 кг., г. Минск (РБ), и занимает седьмую позицию на кубке мира в г. Варшава (Польша);
- 2015 год бронза открытого чемпионата Республики Беларусь по дзюдо, до 66 кг., г. Минск (РБ);
- 2015 год золото на кубке и чемпионате Украины по профессиональному боевому самбо, до 62 кг., города Киев и Ирпень;
- 2015 год золото кубка Украины по боевому самбо, до 62 кг., г. Мукачево [3];
- 2015 год бронза Чемпионата мира по боевому самбо, до 62 кг., г. Касабланка (Марокко);
- 2016, 2017 года завоевывает бронзовые медали "Кубков мира" по боевому самбо, до 62 кг., г. Минск (РБ);
- 2016 год золото чемпионата Украины по боевому самбо, до 62 кг., г. Харьков [4];
- 2016 год серебро чемпионата Европы по боевому самбо, до 62 кг., г. Казань (РФ);
- 2016 год занял 5-е место на чемпионате мира по боевому самбо, до 62 кг., г. София (Болгария)[5];
- 2017 год 5-е место на чемпионате Европы по боевому самбо, до 68 кг., г. Минск (РБ)[6];
- 2017 год золото  чемпионата Украины по профессиональному боевому самбо, до 62 кг., г. Ирпень[7];
- 2017 год серебро чемпионата мира по профессиональному боевому самбо, до 62 кг., г. Душанбе (Таджикистан), сборная Украины впервые в истории занимает первое командное место на чемпионате мира.[8]

## Личная жизнь
Женат с 2009 года. Супруга — Яна, также является мастером спорта по борьбе. Хобби: пейнтбол, бокс.